# Whitehead-Spitzzahnflughund

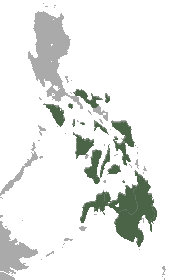
Verbreitungsgebiet des Whitehead-Spitzzahnflughundes

Der Whitehead-Spitzzahnflughund (Harpyionycteris whiteheadi) ist ein Fledertier, das auf den Philippinen vorkommt.

## Merkmale
Die Art ist mit einer Gesamtlänge von 130 bis 159 mm, einer Unterarmlänge von 84 bis 91 mm sowie mit einem Gewicht von 99 bis 140 g ein mittelgroßer Flughund. Ein Schwanz fehlt, die Hinterfüße sind 22 bis 24 mm lang und die Länge der Ohren beträgt 20 bis 25 mm. Wie beim Sulawesi-Spitzzahnflughund (Harpyionycteris celebensis), jedoch im Gegensatz zu allen anderen Flughunden der Philippinen, sind alle Eckzähne nach vorn gerichtet. Dieser Flughund besitzt braunes Fell und dunkle Flughäute. Bei vielen Exemplaren kommen auf den Flughäuten helle durchscheinende Stellen vor. Als einziger Flughund der Philippinen hat die Art stark behaarte Beine und Fußoberseiten.

## Verbreitung
Das Verbreitungsgebiet erstreckt sich über fast die gesamten Philippinen mit Ausnahme der Provinz Palawan sowie der nördlichen Bereiche Luzons. Der Whitehead-Spitzzahnflughund hält sich im Flachland und in Gebirgen bis 1.800 Meter Höhe auf. Er bewohnt ursprüngliche Wälder, Bergwälder und Mosaik-Landschaften aus Waldflächen, Landwirtschaftsflächen und Kalksteinfelsen.

## Lebensweise
Dieser Flughund ruht auf Bäumen und meidet Höhlen. Auf dem Weg zu den Nahrungsquellen fliegt er meist hoch über dem Grund. Die Art frisst vorwiegend Früchte und bevorzugt Feigen sowie Pflanzen der Gattung Freycinetia. Vermutlich kommt bei den meisten Weibchen pro Jahr ein Wurf mit einem Jungtier vor. Das Weibchen ist etwa 135 Tage trächtig und das Jungtier wird etwa 120 Tage nach der Geburt entwöhnt.

## Status
Eine geringe Beeinträchtigung durch Waldrodungen ist möglich. Die IUCN listet den Whitehead-Spitzzahnflughund als nicht gefährdet (Least Concern).

## Unterarten
Es werden zwei Unterarten unterschieden:
- Harpyionycteris whiteheadi whiteheadi Thomas, 1896[4]
- Harpyionycteris whiteheadi negrosensis Peterson & Fenton, 1970[5]

## Belege
1. 1 2  Heaney et al. (Hrsg.): The Mammals of Luzon Island. Johns Hopkins University Press, 2016, S. 197–198 (englisch, Harpyionycteris whiteheadi).
2. 1 2 3  Harpyionycteris whiteheadi in der Roten Liste gefährdeter Arten der IUCN 2016. Eingestellt von: Ong, P., Rosell-Ambal, G. & Tabaranza, B., Heaney, L., Gonzalez, J.C., Balete, D., Paguntalan, L.M. & Ramayla, S., 2008. Abgerufen am 27. April 2017.
3. ↑  Don E. Wilson, DeeAnn M. Reeder (Hrsg.): Mammal Species of the World. A taxonomic and geographic Reference. 3. Auflage. 2 Bände. Johns Hopkins University Press, Baltimore MD 2005, ISBN 0-8018-8221-4 (englisch, Harpyionycteris whiteheadi).
4. ↑  Oldfield Thomas: On Mammals from Celebes, Borneo, and the Philippines recently received at the British Museum. In: The Annals and magazine of natural history; zoology, botany, and geology being a continuation of the Annals combined with Loudon and Charlesworth's Magazine of Natural History (= 6). Band 18, Nr. 38, 1896, S. 241–250 (biodiversitylibrary.org).
5. ↑  Randolph Lee Peterson, Melville Brockett Fenton: Variation in the bats of the genus Harpyionycteris, with the description of a new race. In: ROM Life Sciences Occasional Papers. Nr. 17, 1970, S. 1–15 (biodiversitylibrary.org).